# Esferoide oblat

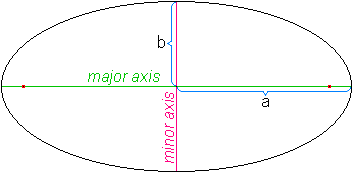
Un esferiode oblat es pot formar per la rotació d'una el·lipse sobre el seu eix menor.

En geometria, un esferoide oblat és un el·lipsoide rotacionalment simètric que té l'eix polar més curt que el diàmetre del cercle equatorial que biseca el pla.
Es forma fent girar una el·lipse sobre el seu eix menor, formant un equador amb el punts finals de l'eix major. Com tots els el·lipsoides, es pot descriure per les longituds dels tres principals eixos mútuament perpendiculars, que en aquest cas són dos semieixos majors equatorials arbitraris i un semieix menor.
La forma oposada a oblat és prolat
La relació d'aspecte, b:a, és la relació de les longituds polar i equatorial, mentre que l'aplatiment, f, és la relació de la diferència de la longitud equatorial-polar a la longitud equatorial:
{\displaystyle f={\frac {a-b}{a}}=1-b\!:\!a\ }

Aquests són només dos dels diferents paràmetres que s'usen per a definir una el·lipse i els seus cossos sòlids equivalents, tots ells són funamentalment funcions trigonomètriques de l'angle modular de l'el·lipse o excentricitat modular.
L'esferoide oblat és interessant perquè és la forma aproximada de molts planetes i cossos celestes, incloent-hi Saturn i Altair, però també en menor mesura la Terra (amb a = 6378.137 km i b ≈ 6356.752 km, proporcionant una relació d'aspecte de 0.99664717 i un aplatament invers de 298.2572 (WGS) Sistema de referència geodèsic mundial). És per tant la figura geomètrica més usada per definir el·lipsoides de referència, en els quals es basen els sistemes geodèsics i cartogràfics.